# استان سائوکاری
استان سائوکاری (به اسپانیایی: Provincia de Saucarí) یکی از استان‌های بولیوی در بولیوی است که در شهرستان اورورو واقع شده‌است. استان سائوکاری ۲٬۹۸۶ کیلومتر مربع مساحت و ۷٬۷۶۳ نفر جمعیت دارد.